# Liste des monuments historiques de Looz/Partie 2
Cette page regroupe une partie des monuments classés de la ville de Looz.
| Objet                                                                                    | Statut du classement? | Année de construction/architecte | Section communale | Adresse                        | Coordonnées                      | Numéro d'inventaire | Illustration                                                                             |
| ---------------------------------------------------------------------------------------- | --------------------- | -------------------------------- | ----------------- | ------------------------------ | -------------------------------- | ------------------- | ---------------------------------------------------------------------------------------- |
| (nl) Neogotische gietijzeren pomp                                                        | Oui                   |                                  | Gors-opleeuw      | Martinusstraat                 | 50° 49′ 24″ nord, 5° 23′ 49″ est | 31877               | (nl) Neogotische gietijzeren pomp                                                        |
| (nl) Parochiekerk Sint-Martinus                                                          | Oui                   |                                  | Gors-opleeuw      | Martinusstraat                 | 50° 49′ 24″ nord, 5° 23′ 47″ est | 31878               | (nl) Parochiekerk Sint-Martinus                                                          |
| (nl) Gerestaureerde semi-gesloten hoeve                                                  |                       |                                  | Gors-opleeuw      | Martinusstraat 20              | 50° 49′ 17″ nord, 5° 23′ 40″ est | 31879               | Téléverser                                                                               |
| (nl) Kapel                                                                               |                       |                                  | Gors-opleeuw      | Martinusstraat                 | 50° 49′ 18″ nord, 5° 23′ 39″ est | 31880               | Téléverser                                                                               |
| (nl) School met onderwijzerswoning, nu bibliotheek                                       |                       |                                  | Gors-opleeuw      | Martinusstraat 23              | 50° 49′ 20″ nord, 5° 23′ 47″ est | 31881               | Téléverser                                                                               |
| (nl) Pastorie                                                                            | Ja                    |                                  | Gors-opleeuw      | Martinusstraat 34              | 50° 49′ 22″ nord, 5° 23′ 46″ est | 31882               | Téléverser                                                                               |
| (nl) Gesloten hoeve                                                                      | Ja                    |                                  | Gors-opleeuw      | Martinusstraat 35              | 50° 49′ 23″ nord, 5° 23′ 51″ est | 31883               | Téléverser                                                                               |
| (nl) Kapel Onze-Lieve-Vrouw van La Salette                                               | Oui                   |                                  | Gors-opleeuw      | Mettekovenstraat               | 50° 49′ 25″ nord, 5° 22′ 49″ est | 31884               | Téléverser                                                                               |
| (nl) Kasteel van Opleeuw met voormalige kasteelhoeve                                     | Oui                   |                                  | Gors-opleeuw      | Mettekovenstraat 2             | 50° 49′ 22″ nord, 5° 23′ 03″ est | 31885               | Téléverser                                                                               |
| (nl) Kasteel van Opleeuw met voormalige kasteelhoeve                                     | Oui                   |                                  | Gors-opleeuw      | Mettekovenstraat 4             | 50° 49′ 22″ nord, 5° 23′ 03″ est | 31885               | Téléverser                                                                               |
| (nl) Kasteel van Opleeuw met voormalige kasteelhoeve                                     | Oui                   |                                  | Gors-opleeuw      | Mettekovenstraat 5             | 50° 49′ 22″ nord, 5° 23′ 03″ est | 31885               | Téléverser                                                                               |
| (nl) Voormalige kasteelhoeve                                                             | Oui                   |                                  | Gors-opleeuw      | Mettekovenstraat 1             | 50° 49′ 20″ nord, 5° 23′ 01″ est | 31886               | Téléverser                                                                               |
| (nl) Voormalige gemeenteschool                                                           |                       |                                  | Gors-opleeuw      | Mettekovenstraat 8             | 50° 49′ 26″ nord, 5° 22′ 47″ est | 31887               | Téléverser                                                                               |
| (nl) Opleeuwkruis                                                                        |                       |                                  | Gors-opleeuw      | Opleeuwstraat                  | 50° 49′ 12″ nord, 5° 22′ 24″ est | 31888               | Téléverser                                                                               |
| (nl) Hoeve met L-vormig grondplan                                                        |                       |                                  | Gors-opleeuw      | Opleeuwstraat 63               | 50° 49′ 35″ nord, 5° 22′ 54″ est | 31889               | Téléverser                                                                               |
| (nl) Woning met achterbouw van vakwerk                                                   |                       |                                  | Gors-opleeuw      | Opleeuwstraat 69               | 50° 49′ 31″ nord, 5° 22′ 49″ est | 31890               | Téléverser                                                                               |
| (nl) Verbouwde langgestrekte hoeve                                                       |                       |                                  | Gors-opleeuw      | Opleeuwstraat 71               | 50° 49′ 33″ nord, 5° 22′ 48″ est | 31891               | Téléverser                                                                               |
| (nl) Fonteinhof, herenhoeve                                                              | Oui                   |                                  | Gotem             | Fonteinhof 1                   | 50° 48′ 10″ nord, 5° 18′ 31″ est | 31892               | Téléverser                                                                               |
| (nl) Fonteinhof, herenhoeve                                                              | Oui                   |                                  | Gotem             | Fonteinhof 2                   | 50° 48′ 10″ nord, 5° 18′ 31″ est | 31892               | Téléverser                                                                               |
| (nl) Parochiekerk Sint-Dionysius, Romaanse kerk                                          | Oui                   |                                  | Gotem             | Gotemstraat 54                 | 50° 48′ 16″ nord, 5° 18′ 38″ est | 31893               | (nl) Parochiekerk Sint-Dionysius, Romaanse kerk                                          |
| (nl) Oorlogsmonument                                                                     | Ja                    |                                  | Gotem             | Gotemstraat                    | 50° 48′ 15″ nord, 5° 18′ 37″ est | 31894               | Téléverser                                                                               |
| (nl) Voetgangerstunnel                                                                   |                       |                                  | Gotem             | Gotemstraat                    | 50° 48′ 19″ nord, 5° 18′ 41″ est | 31895               | Téléverser                                                                               |
| (nl) Voormalig gemeentehuis en school                                                    | Ja                    |                                  | Gotem             | Gotemstraat 5                  | 50° 48′ 14″ nord, 5° 18′ 39″ est | 31896               | Téléverser                                                                               |
| (nl) Pastorie, 1624, restaurata 1890                                                     | Ja                    |                                  | Gotem             | Gotemstraat 56                 | 50° 48′ 16″ nord, 5° 18′ 36″ est | 31897               | Téléverser                                                                               |
| (nl) Boerenburgerhuis                                                                    |                       |                                  | Gotem             | St-Truidersteenweg 210         | 50° 48′ 18″ nord, 5° 19′ 00″ est | 31898               | Téléverser                                                                               |
| (nl) Langgestrekte hoeve                                                                 |                       |                                  | Gotem             | St-Truidersteenweg 247         | 50° 48′ 18″ nord, 5° 18′ 40″ est | 31899               | Téléverser                                                                               |
| (nl) Boerenburgerhuis                                                                    |                       |                                  | Gotem             | St-Truidersteenweg 249         | 50° 48′ 19″ nord, 5° 18′ 36″ est | 31900               | Téléverser                                                                               |
| (nl) Voormalige oliemolen op de Herk                                                     |                       |                                  | Gotem             | St-Truidersteenweg 251         | 50° 48′ 19″ nord, 5° 18′ 16″ est | 31901               | Téléverser                                                                               |
| (nl) Les Ramiers, herenhuis                                                              |                       |                                  | Gotem             | St-Truidersteenweg 260         | 50° 48′ 20″ nord, 5° 18′ 35″ est | 31902               | Téléverser                                                                               |
| (nl) Parochiekerk Sint-Servatius                                                         | Ja                    |                                  | Groot-Loon        | Grootloonstraat 100            | 50° 47′ 37″ nord, 5° 21′ 42″ est | 31903               | (nl) Parochiekerk Sint-Servatius                                                         |
| (nl) Gesloten hoeve, thans Servaeshoeve                                                  | Ja                    |                                  | Groot-Loon        | Grootloonstraat 101            | 50° 47′ 38″ nord, 5° 21′ 46″ est | 31904               | Téléverser                                                                               |
| (nl) Voormalig woonhuis van een verdwenen hoeve                                          |                       |                                  | Groot-Loon        | Grootloonstraat 114            | 50° 47′ 31″ nord, 5° 21′ 48″ est | 31905               | Téléverser                                                                               |
| (nl) Belangrijke semi-gesloten hoeve                                                     | Ja                    |                                  | Groot-Loon        | Grootloonstraat 130            | 50° 47′ 33″ nord, 5° 21′ 59″ est | 31906               | Téléverser                                                                               |
| (nl) Inrijpoort en stallen, restant van voormalige gesloten hoeve                        | Ja                    |                                  | Groot-Loon        | Grootloonstraat                | 50° 47′ 33″ nord, 5° 22′ 15″ est | 31907               | Téléverser                                                                               |
| (nl) Resten trambrug                                                                     |                       |                                  | Groot-Loon        | Tongersesteenweg               | 50° 47′ 36″ nord, 5° 22′ 31″ est | 31908               | Téléverser                                                                               |
| (nl) Gesloten hoeve                                                                      |                       |                                  | Groot-Loon        | Tongersesteenweg 210           | 50° 47′ 41″ nord, 5° 22′ 06″ est | 31909               | Téléverser                                                                               |
| (nl) Parochiekerk Sint-Lambertus                                                         |                       |                                  | Hendrieken        | Lambertusstraat                | 50° 47′ 55″ nord, 5° 19′ 46″ est | 31910               | Téléverser                                                                               |
| (nl) Kleine langgestrekte hoeve                                                          |                       |                                  | Hoepertingen      | Bartholijnsstraat 9            | 50° 48′ 29″ nord, 5° 16′ 30″ est | 31911               | Téléverser                                                                               |
| (nl) Semi-gesloten hoeve                                                                 |                       |                                  | Hoepertingen      | Beekstraat 1                   | 50° 48′ 40″ nord, 5° 17′ 12″ est | 31912               | Téléverser                                                                               |
| (nl) Rest van een hoeve met oude inplanting                                              |                       |                                  | Hoepertingen      | Beekstraat 13                  | 50° 48′ 39″ nord, 5° 17′ 19″ est | 31913               | Téléverser                                                                               |
| (nl) Resterend deel van een hoeve uit XIX B                                              |                       |                                  | Hoepertingen      | Bergstraat 15                  | 50° 48′ 46″ nord, 5° 17′ 19″ est | 31914               | Téléverser                                                                               |
| (nl) Hoeve met losstaande bestanddelen                                                   |                       |                                  | Hoepertingen      | Bergstraat 24                  | 50° 48′ 43″ nord, 5° 17′ 28″ est | 31915               | Téléverser                                                                               |
| (nl) Villa 't Daelhof                                                                    |                       |                                  | Hoepertingen      | Bergstraat 26                  | 50° 48′ 44″ nord, 5° 17′ 31″ est | 31916               | Téléverser                                                                               |
| (nl) Sint-Rochuskapel                                                                    |                       |                                  | Hoepertingen      | Daalhofstraat                  | 50° 48′ 38″ nord, 5° 17′ 28″ est | 31917               | Téléverser                                                                               |
| (nl) Gerestaureerde en sterk verbouwde woning                                            |                       |                                  | Hoepertingen      | Daalhofstraat 27               | 50° 48′ 32″ nord, 5° 17′ 24″ est | 31918               | Téléverser                                                                               |
| (nl) Dwarsschuur                                                                         |                       |                                  | Hoepertingen      | Daalhofstraat 6                | 50° 48′ 36″ nord, 5° 17′ 26″ est | 31919               | Téléverser                                                                               |
| (nl) Jongmanskapel                                                                       |                       |                                  | Hoepertingen      | Daalstraat                     | 50° 49′ 34″ nord, 5° 17′ 31″ est | 31920               | Téléverser                                                                               |
| (nl) Langgestrekte hoeve                                                                 |                       |                                  | Hoepertingen      | Daalstraat 35                  | 50° 49′ 45″ nord, 5° 17′ 23″ est | 31922               | Téléverser                                                                               |
| (nl) Resten spoorwegbrug 1879                                                            |                       |                                  | Hoepertingen      | Hamstraat                      | 50° 48′ 28″ nord, 5° 17′ 47″ est | 31923               | Téléverser                                                                               |
| (nl) Voormalige watermolen van Ham, ook Hammolen genaamd                                 |                       |                                  | Hoepertingen      | Hamstraat 58                   | 50° 48′ 26″ nord, 5° 17′ 49″ est | 31924               | Téléverser                                                                               |
| (nl) Hoenshovenmolen, voormalige watermolen op de Herk                                   |                       |                                  | Hoepertingen      | Hoenshovenstraat 5             | 50° 48′ 08″ nord, 5° 17′ 26″ est | 31925               | Téléverser                                                                               |
| (nl) Breedhuis                                                                           |                       |                                  | Hoepertingen      | Hoepertingenstraat 3           | 50° 48′ 45″ nord, 5° 17′ 09″ est | 31926               | Téléverser                                                                               |
| (nl) Langgestrekte hoeve                                                                 |                       |                                  | Hoepertingen      | Hoepertingenstraat 7           | 50° 48′ 45″ nord, 5° 17′ 07″ est | 31927               | Téléverser                                                                               |
| (nl) Voormalige hoeve                                                                    |                       |                                  | Hoepertingen      | Hoepertingenstraat 14          | 50° 48′ 47″ nord, 5° 17′ 05″ est | 31928               | Téléverser                                                                               |
| (nl) Sterk gewijzigde hoeve                                                              |                       |                                  | Hoepertingen      | Hoepertingenstraat 21          | 50° 48′ 44″ nord, 5° 17′ 00″ est | 31929               | Téléverser                                                                               |
| (nl) Rest van een langgestrekte hoeve                                                    |                       |                                  | Hoepertingen      | Hoepertingenstraat 22          | 50° 48′ 45″ nord, 5° 17′ 02″ est | 31930               | Téléverser                                                                               |
| (nl) Paanhuis, banbrouwerij van de heerlijkheid                                          |                       |                                  | Hoepertingen      | Hoepertingenstraat 26          | 50° 48′ 45″ nord, 5° 17′ 00″ est | 31931               | Téléverser                                                                               |
| (nl) Dubbelhuis                                                                          |                       |                                  | Hoepertingen      | Hoepertingenstraat 38          | 50° 48′ 44″ nord, 5° 16′ 55″ est | 31932               | Téléverser                                                                               |
| (nl) Bartholijnswinning                                                                  |                       |                                  | Hoepertingen      | Hoepertingenstraat 89          | 50° 48′ 32″ nord, 5° 16′ 26″ est | 31933               | Téléverser                                                                               |
| (nl) Bartholijnswinning                                                                  |                       |                                  | Hoepertingen      | Hoepertingenstraat 91          | 50° 48′ 32″ nord, 5° 16′ 26″ est | 31933               | Téléverser                                                                               |
| (nl) Parochiekerk Sint-Vedastus                                                          | Oui                   |                                  | Hoepertingen      | Kasteelstraat                  | 50° 48′ 42″ nord, 5° 17′ 05″ est | 31934               | (nl) Parochiekerk Sint-Vedastus                                                          |
| (nl) Kasteel van Hoepertingen                                                            | Ja                    |                                  | Hoepertingen      | Kasteelstraat 10               | 50° 48′ 39″ nord, 5° 16′ 59″ est | 31935               | (nl) Kasteel van Hoepertingen                                                            |
| (nl) Dubbelhuis                                                                          |                       |                                  | Hoepertingen      | Kasteelstraat 2                | 50° 48′ 42″ nord, 5° 17′ 00″ est | 31936               | Téléverser                                                                               |
| (nl) Gesloten hoeve                                                                      | Oui                   |                                  | Hoepertingen      | Langegrachtstraat 4            | 50° 48′ 48″ nord, 5° 17′ 05″ est | 31937               | Téléverser                                                                               |
| (nl) Gesloten hoeve                                                                      | Oui                   |                                  | Hoepertingen      | Langegrachtstraat 6            | 50° 48′ 48″ nord, 5° 17′ 05″ est | 31937               | Téléverser                                                                               |
| (nl) Alleenstaande villa                                                                 |                       |                                  | Hoepertingen      | Smisstraat 20                  | 50° 48′ 49″ nord, 5° 17′ 10″ est | 31938               | Téléverser                                                                               |
| (nl) Sint-Jobskapel                                                                      | Ja                    |                                  | Hoepertingen      | Truierweg                      | 50° 48′ 46″ nord, 5° 17′ 38″ est | 31939               | Téléverser                                                                               |
| (nl) Thans U-vormige hoeve                                                               | Ja                    |                                  | Hoepertingen      | Truierweg 8                    | 50° 48′ 47″ nord, 5° 17′ 30″ est | 31941               | Téléverser                                                                               |
| (nl) Gesloten hoeve                                                                      |                       |                                  | Hoepertingen      | Truierweg 81                   | 50° 48′ 47″ nord, 5° 17′ 42″ est | 31942               | Téléverser                                                                               |
| (nl) Pastorie                                                                            | Oui                   |                                  | Hoepertingen      | Vedastusstraat 2               | 50° 48′ 43″ nord, 5° 17′ 08″ est | 31944               | Téléverser                                                                               |
| (nl) Voormalige langgestrekte hoeve met kapel                                            |                       |                                  | Hoepertingen      | Veestraat 2                    | 50° 48′ 45″ nord, 5° 17′ 26″ est | 31945               | Téléverser                                                                               |
| (nl) Kapel van Onze-Lieve-Vrouw van de Blijde Vrede, voormalige kluiskapel van Helshoven | Ja                    |                                  | Hoepertingen      | Helshovenstraat                |                                  | 31946               | (nl) Kapel van Onze-Lieve-Vrouw van de Blijde Vrede, voormalige kluiskapel van Helshoven |
| (nl) Hoeve met oude inplanting                                                           |                       |                                  | Hoepertingen      | Helshovenstraat 16             | 50° 47′ 34″ nord, 5° 16′ 30″ est | 31947               | Téléverser                                                                               |
| (nl) Gesloten hoeve                                                                      | Oui                   |                                  | Hoepertingen      | Helshovenstraat 18             | 50° 47′ 32″ nord, 5° 16′ 29″ est | 31948               | Téléverser                                                                               |
| (nl) Engelingenmolen, voormalige watermolen op de Herk                                   |                       |                                  | Hoepertingen      | Helshovenstraat 33             | 50° 47′ 50″ nord, 5° 16′ 53″ est | 31949               | Téléverser                                                                               |
| (nl) Kapel                                                                               |                       |                                  | Jesseren          | Broekstraat                    | 50° 48′ 12″ nord, 5° 23′ 47″ est | 31950               | Téléverser                                                                               |
| (nl) Kapel Onze-Lieve-Vrouw van Rust                                                     |                       |                                  | Jesseren          | Broekstraat                    | 50° 48′ 08″ nord, 5° 23′ 29″ est | 31951               | Téléverser                                                                               |
| (nl) Ruime villa                                                                         |                       |                                  | Jesseren          | Jesserenstraat 125             | 50° 48′ 08″ nord, 5° 23′ 56″ est | 31953               | Téléverser                                                                               |
| (nl) Voormalige stroopfabriek van de Société Anonyme La Grande Siroperie Limbourgeoise   |                       |                                  | Jesseren          | Jesserenplein                  | 50° 48′ 10″ nord, 5° 23′ 55″ est | 31954               | Téléverser                                                                               |
| (nl) Voormalig station Jesseren                                                          |                       |                                  | Jesseren          | Jesserenplein 2                | 50° 48′ 12″ nord, 5° 23′ 55″ est | 31955               | (nl) Voormalig station Jesseren                                                          |
| (nl) Goederenstation                                                                     |                       |                                  | Jesseren          | Jesserenplein                  | 50° 48′ 10″ nord, 5° 23′ 57″ est | 31956               | (nl) Goederenstation                                                                     |
| (nl) Enkelhuis                                                                           |                       |                                  | Jesseren          | Jesserenplein 5                | 50° 48′ 11″ nord, 5° 23′ 54″ est | 31957               | Téléverser                                                                               |
| (nl) Parochiekerk Heilige-Kruisverheffing                                                |                       |                                  | Jesseren          | Jesserenstraat 48              | 50° 48′ 22″ nord, 5° 23′ 28″ est | 31959               | (nl) Parochiekerk Heilige-Kruisverheffing                                                |
| (nl) Voormalig gemeentehuis, met gemeenteschool en onderwijzerswoning                    |                       |                                  | Jesseren          | Jesserenstraat 57              | 50° 48′ 23″ nord, 5° 23′ 18″ est | 31960               | Téléverser                                                                               |
| (nl) Belangrijke, gesloten hoeve                                                         |                       |                                  | Jesseren          | Jesserenstraat 68              | 50° 48′ 21″ nord, 5° 23′ 21″ est | 31961               | Téléverser                                                                               |
| (nl) Gesloten hoeve, naast de kerk                                                       |                       |                                  | Jesseren          | Jesserenstraat 69              | 50° 48′ 23″ nord, 5° 23′ 25″ est | 31962               | Téléverser                                                                               |
| (nl) Hoeve Martin                                                                        | Oui                   |                                  | Jesseren          | Jesserenstraat 83              | 50° 48′ 20″ nord, 5° 23′ 37″ est | 31964               | Téléverser                                                                               |
| (nl) Ruime, gesloten hoeve                                                               |                       |                                  | Jesseren          | Jesserenstraat 90              | 50° 48′ 20″ nord, 5° 23′ 29″ est | 31965               | Téléverser                                                                               |
| (nl) Resten van een gesloten hoeve                                                       |                       |                                  | Jesseren          | Jesserenstraat 92              | 50° 48′ 20″ nord, 5° 23′ 31″ est | 31966               | Téléverser                                                                               |
| (nl) Belangrijke hoeve, voorheen gesloten                                                |                       |                                  | Jesseren          | Kreelovenstraat 6              | 50° 48′ 17″ nord, 5° 23′ 28″ est | 31967               | Téléverser                                                                               |
| (nl) Kruisherenklooster van Colen, thans abdij Mariënlof                                 | Oui                   |                                  | Kerniel           | Colenstraat                    | 50° 48′ 52″ nord, 5° 21′ 27″ est | 31968               | (nl) Kruisherenklooster van Colen, thans abdij Mariënlof                                 |
| (nl) L-Vormige hoeve                                                                     |                       |                                  | Kerniel           | Heuvelstraat 3                 | 50° 48′ 59″ nord, 5° 22′ 04″ est | 31969               | Téléverser                                                                               |
| (nl) Kasteelhoeve Hagebroek                                                              |                       |                                  | Kerniel           | Heuvelstraat 11                | 50° 49′ 02″ nord, 5° 21′ 54″ est | 31970               | Téléverser                                                                               |
| (nl) Voormalige pastorie                                                                 |                       |                                  | Kerniel           | Leemzaal 35                    | 50° 48′ 59″ nord, 5° 21′ 41″ est | 31971               | Téléverser                                                                               |
| (nl) Kapel                                                                               |                       |                                  | Kerniel           | Nielstraat 40A                 | 50° 49′ 32″ nord, 5° 21′ 21″ est | 31972               | Téléverser                                                                               |
| (nl) Voormalige stroopstokerij Coenen                                                    |                       |                                  | Kerniel           | Nielstraat 21                  | 50° 49′ 03″ nord, 5° 21′ 39″ est | 31973               | Téléverser                                                                               |
| (nl) Alleenstaand hoekhuis                                                               |                       |                                  | Kerniel           | Odiliastraat 5                 | 50° 48′ 54″ nord, 5° 21′ 54″ est | 31974               | Téléverser                                                                               |
| (nl) Kapel                                                                               |                       |                                  | Kerniel           | Oorsprongstraat                | 50° 49′ 25″ nord, 5° 21′ 49″ est | 31975               | Téléverser                                                                               |
| (nl) Voormalig gemeentehuis en recente gemeenteschool                                    |                       |                                  | Kerniel           | Oorsprongstraat 5              | 50° 49′ 06″ nord, 5° 21′ 53″ est | 31976               | Téléverser                                                                               |
| (nl) Gesloten hoeve                                                                      |                       |                                  | Kerniel           | Oorsprongstraat 39             | 50° 49′ 18″ nord, 5° 21′ 50″ est | 31977               | Téléverser                                                                               |
| (nl) Alleenstaand breedhuis                                                              |                       |                                  | Kerniel           | Rullecovenstraat 105           | 50° 48′ 41″ nord, 5° 21′ 43″ est | 31978               | Téléverser                                                                               |
| (nl) Resten van een belangrijke gesloten hoeve                                           |                       |                                  | Kerniel           | Rullecovenstraat 115           | 50° 48′ 49″ nord, 5° 21′ 58″ est | 31979               | Téléverser                                                                               |
| (nl) Gesloten hoeve                                                                      |                       |                                  | Kerniel           | Rullecovenstraat 120           | 50° 48′ 45″ nord, 5° 21′ 57″ est | 31980               | Téléverser                                                                               |
| (nl) Alleenstaand burgerhuis                                                             |                       |                                  | Kerniel           | Rullecovenstraat 121           | 50° 48′ 52″ nord, 5° 21′ 59″ est | 31981               | Téléverser                                                                               |
| (nl) Voormalige stroopstokerij                                                           |                       |                                  | Kerniel           | Rullecovenstraat 136           | 50° 48′ 52″ nord, 5° 22′ 02″ est | 31982               | Téléverser                                                                               |
| (nl) Voormalige stroopstokerij                                                           |                       |                                  | Kerniel           | Rullecovenstraat 138           | 50° 48′ 52″ nord, 5° 22′ 02″ est | 31982               | Téléverser                                                                               |
| (nl) Parochiekerk Sint-Pantaleon                                                         | Ja                    |                                  | Kerniel           | Zilverstraat 17A               | 50° 48′ 59″ nord, 5° 21′ 47″ est | 31983               | (nl) Parochiekerk Sint-Pantaleon                                                         |
| (nl) Monument voor de gesneuvelden van W.O.I.                                            |                       |                                  | Kerniel           | Zilverstraat                   | 50° 48′ 58″ nord, 5° 21′ 46″ est | 31984               | Téléverser                                                                               |
| (nl) Voormalige school                                                                   |                       |                                  | Kerniel           | Zilverstraat 18                | 50° 48′ 59″ nord, 5° 21′ 48″ est | 31985               | Téléverser                                                                               |
| (nl) Voormalige hoeve met café                                                           |                       |                                  | Kerniel           | Zilverstraat 20                | 50° 49′ 00″ nord, 5° 21′ 46″ est | 31986               | Téléverser                                                                               |
| (nl) Hoeve Defastré, gesloten hoeve: woonhuis en poortgebouw                             |                       |                                  | Kerniel           | Bellingstraat 2                | 50° 48′ 40″ nord, 5° 22′ 00″ est | 31987               | Téléverser                                                                               |
| (nl) Hoeve Pexters                                                                       | Oui                   |                                  | Kuttekoven        | Graeth 7                       | 50° 48′ 16″ nord, 5° 19′ 57″ est | 31988               | Téléverser                                                                               |
| (nl) Alleenstaand dubbelhuis                                                             |                       |                                  | Kuttekoven        | Graeth 8                       | 50° 48′ 17″ nord, 5° 19′ 53″ est | 31989               | Téléverser                                                                               |
| (nl) Hoeve met losstaande bestanddelen                                                   | Ja                    |                                  | Kuttekoven        | Kleestraat 10                  | 50° 48′ 34″ nord, 5° 19′ 36″ est | 31990               | Téléverser                                                                               |
| (nl) Hoeve met losstaande bestanddelen                                                   |                       |                                  | Kuttekoven        | Kleestraat 11                  | 50° 48′ 34″ nord, 5° 19′ 38″ est | 31991               | Téléverser                                                                               |
| (nl) Hoeve en oud kasteel De Clee                                                        | Oui                   |                                  | Kuttekoven        | Kleestraat 18                  | 50° 48′ 46″ nord, 5° 20′ 02″ est | 31993               | Téléverser                                                                               |
| (nl) Kasteel De Klee                                                                     | Oui                   |                                  | Kuttekoven        | Kleestraat 20                  | 50° 48′ 48″ nord, 5° 20′ 06″ est | 31994               | (nl) Kasteel De Klee                                                                     |
| (nl) Parochiekerk Sint-Jan-de-Doper                                                      | Oui                   |                                  | Kuttekoven        | Kuttekovenstraat               | 50° 48′ 29″ nord, 5° 19′ 53″ est | 31995               | (nl) Parochiekerk Sint-Jan-de-Doper                                                      |
| (nl) Voormalige spoorwegbrug                                                             | Oui                   |                                  | Kuttekoven        | Kuttekovenstraat               | 50° 48′ 32″ nord, 5° 19′ 50″ est | 31996               | Téléverser                                                                               |
| (nl) Kapel Onze-Lieve-Vrouw van Lourdes                                                  | Ja                    |                                  | Kuttekoven        | Kuttekovenstraat               | 50° 48′ 35″ nord, 5° 19′ 48″ est | 31997               | (nl) Kapel Onze-Lieve-Vrouw van Lourdes                                                  |
| (nl) Voormalige pastorie                                                                 | Ja                    |                                  | Kuttekoven        | Kuttekovenstraat 9             | 50° 48′ 31″ nord, 5° 19′ 48″ est | 31998               | (nl) Voormalige pastorie                                                                 |
| (nl) Smeetshoeve                                                                         |                       |                                  | Kuttekoven        | Molenstraat 1                  | 50° 48′ 11″ nord, 5° 15′ 46″ est | 31999               | Téléverser                                                                               |
| (nl) Parochiekerk Sint-Jozef                                                             |                       |                                  | Rijkel            | Dionysius van Leeuwenstraat    | 50° 48′ 15″ nord, 5° 15′ 45″ est | 32000               | (nl) Parochiekerk Sint-Jozef                                                             |
| Cimetière (nl) Kerkhof                                                                   |                       |                                  | Rijkel            | Dionysius van Leeuwenstraat    | 50° 48′ 13″ nord, 5° 15′ 41″ est | 32001               | alt=Cimetière (nl) Kerkhof                                                               |
| (nl) Waterput aan het kerkhof, de Eutropiaput                                            |                       |                                  | Rijkel            | Dionysius van Leeuwenstraat    | 50° 48′ 12″ nord, 5° 15′ 39″ est | 32002               | Téléverser                                                                               |
| Château de Rijkel (nl) Kasteel van Rijkel                                                | Oui                   |                                  | Rijkel            | Dionysius van Leeuwenstraat 23 | 50° 48′ 12″ nord, 5° 15′ 39″ est | 32003               | Téléverser                                                                               |
| Presbytère (nl) Pastorie                                                                 |                       |                                  | Rijkel            | Dionysius van Leeuwenstraat 25 | 50° 48′ 14″ nord, 5° 15′ 44″ est | 32004               | alt=Presbytère (nl) Pastorie                                                             |
| (nl) Parochiecentrum                                                                     |                       |                                  | Rijkel            | Dionysius van Leeuwenstraat    | 50° 48′ 13″ nord, 5° 15′ 43″ est | 32005               | Téléverser                                                                               |
| (nl) Gesloten hoeve                                                                      |                       |                                  | Rijkel            | Dionysius van Leeuwenstraat 26 | 50° 48′ 13″ nord, 5° 15′ 45″ est | 32006               | Téléverser                                                                               |
| (nl) Kleine, L-vormige hoeve                                                             |                       |                                  | Rijkel            | Dionysius van Leeuwenstraat 27 | 50° 48′ 12″ nord, 5° 15′ 42″ est | 32007               | Téléverser                                                                               |
| (nl) Breedhuis                                                                           |                       |                                  | Rijkel            | Dionysius van Leeuwenstraat 28 | 50° 48′ 12″ nord, 5° 15′ 45″ est | 32008               | Téléverser                                                                               |
| (nl) Hoeve De Schans                                                                     |                       |                                  | Rijkel            | Schanzestraat 4                | 50° 48′ 35″ nord, 5° 15′ 33″ est | 32009               | Téléverser                                                                               |
| (nl) Voormalig gemeentehuis en -school, thans gemeenteschool                             |                       |                                  | Rijkel            | Schoolstraat 1                 | 50° 48′ 30″ nord, 5° 15′ 41″ est | 32010               | Téléverser                                                                               |
| (nl) U-Vormige hoeve                                                                     |                       |                                  | Rijkel            | Schoolstraat 13                | 50° 48′ 35″ nord, 5° 15′ 40″ est | 32011               | Téléverser                                                                               |
| (nl) Kapel                                                                               |                       |                                  | Rijkel            | St-Truidersteenweg             | 50° 48′ 30″ nord, 5° 15′ 35″ est | 32012               | Téléverser                                                                               |
| (nl) Gesloten hoeve                                                                      |                       |                                  | Rijkel            | St-Truidersteenweg 539         | 50° 48′ 27″ nord, 5° 15′ 49″ est | 32013               | Téléverser                                                                               |
| (nl) Gesloten hoeve                                                                      |                       |                                  | Rijkel            | St-Truidersteenweg 548         | 50° 48′ 31″ nord, 5° 15′ 27″ est | 32014               | Téléverser                                                                               |
| (nl) Hoeve                                                                               |                       |                                  | Rijkel            | St-Truidersteenweg 550         | 50° 48′ 34″ nord, 5° 15′ 25″ est | 32015               | Téléverser                                                                               |
| (nl) Hoeve                                                                               |                       |                                  | Rijkel            | St-Truidersteenweg 552         | 50° 48′ 34″ nord, 5° 15′ 25″ est | 32015               | Téléverser                                                                               |
| (nl) Twee identieke burgerhuizen van 1912                                                |                       |                                  | Rijkel            | St-Truidersteenweg 560         | 50° 48′ 31″ nord, 5° 15′ 18″ est | 32016               | Téléverser                                                                               |
| (nl) Twee identieke burgerhuizen van 1912                                                |                       |                                  | Rijkel            | St-Truidersteenweg 562         | 50° 48′ 31″ nord, 5° 15′ 18″ est | 32016               | Téléverser                                                                               |
| (nl) Voormalige, semi-gesloten hoeve van 1822                                            |                       |                                  | Rijkel            | St-Truidersteenweg 563         | 50° 48′ 28″ nord, 5° 15′ 31″ est | 32017               | Téléverser                                                                               |
| (nl) Hoeve Daalhof, belangrijke gesloten hoeve                                           |                       |                                  | Rijkel            | Dionysius van Leeuwenstraat 35 | 50° 48′ 08″ nord, 5° 15′ 42″ est | 32018               | Téléverser                                                                               |
| (nl) Christus-Koningskapel                                                               |                       |                                  | Voort             | Benaetsstraat                  | 50° 47′ 29″ nord, 5° 18′ 58″ est | 32019               | Téléverser                                                                               |
| (nl) Voormalig gemeentehuis en -school; gedenkteken WO II                                |                       |                                  | Voort             | Benaetsstraat 4                | 50° 47′ 43″ nord, 5° 19′ 19″ est | 32020               | Téléverser                                                                               |
| (nl) Gesloten hoeve                                                                      |                       |                                  | Voort             | Benaetsstraat 9                | 50° 47′ 40″ nord, 5° 19′ 11″ est | 32021               | Téléverser                                                                               |
| (nl) Langgestrekt gebouw, woonhuis en dienstgebouw                                       |                       |                                  | Voort             | Benaetsstraat 11               | 50° 47′ 39″ nord, 5° 19′ 10″ est | 32022               | Téléverser                                                                               |
| (nl) Thans semi-gesloten hoeve                                                           |                       |                                  | Voort             | Benaetsstraat 20               | 50° 47′ 34″ nord, 5° 18′ 58″ est | 32023               | Téléverser                                                                               |
| (nl) Kasteel de Tornaco                                                                  |                       |                                  | Voort             | Romeinse Kassei 3              | 50° 47′ 32″ nord, 5° 18′ 41″ est | 32024               | Téléverser                                                                               |
| (nl) Kasteel de Tornaco                                                                  |                       |                                  | Voort             | Romeinse Kassei 4              | 50° 47′ 32″ nord, 5° 18′ 41″ est | 32024               | Téléverser                                                                               |
| (nl) Voormalige stroopfabriek Meekers-Poncelet                                           |                       |                                  | Looz              | Sittardstraat 10               | 50° 48′ 42″ nord, 5° 20′ 32″ est | 84269               | Téléverser                                                                               |
| (nl) Voormalige stroopfabriek Meekers-Poncelet                                           |                       |                                  | Looz              | Sittardstraat 8                | 50° 48′ 42″ nord, 5° 20′ 32″ est | 84269               | Téléverser                                                                               |
| (nl) Tivoli, alleenstaand woonhuis                                                       |                       |                                  | Looz              | Sittardstraat 58               | 50° 48′ 57″ nord, 5° 20′ 26″ est | 84270               | Téléverser                                                                               |